# Малькестайтис
Малькестайтис — озеро в восточной Литве, на территории Молетского района, к северо-западу от шоссе A14 Вильнюс — Утена, в 4,5 км к северо-востоку от Молетай, к западу от озера Малькестас.
Озеро термокарстового происхождения. Берега низкие, местами заболоченные, заросшие деревьями и кустарниками. Длина береговой линии — 1,7 км. На побережье преобладают луга и пахотные земли. Ручей Малкесте протекает через озеро с запада на восток. Малькестайтис принадлежит бассейну Швянтойи. Водопроницаемость озера 30 %. Во второй половине 19 века, после прокладки канала между озёрами Малкечай и Малкеле, уровень воды в Малкечай понизился.
Площадь 15,7 га. Длина с юго-запада на северо-восток 640 м, максимальная ширина 350 м. Высота поверхности — 149 метров над уровнем моря. Максимальная глубина 57 м — второе по глубине озеро в Литве после Таурагнаса, средняя глубина 13,8 м. Бассейн занимает площадь 2,5 км.
На берегу озера расположены деревни Рудиляй, Малкее, Андрионишкис и Айтерада. Имеется усадьба сельского туризма.